# Altinote erinome
Altinote erinome är en fjärilsart som beskrevs av Felder 1861. Altinote erinome ingår i släktet Altinote och familjen praktfjärilar. Inga underarter finns listade i Catalogue of Life.